# Кызылка (приток Чулыма)
Кызылка или Кизилка — река в Красноярском крае России, левый приток Чулыма (бассейн Оби), протекает по территории Балахтинского района. Длина — 26 км.

## География
Исток реки Кызылка расположен на Солгонском кряже в районе горы Конабоева (536 м). Высота истока — более 363 м над уровнем моря. Впадает в Чулым в 1535 км от устья, к северу от деревни Кызылка.
Населённые пункты на реке (от устья до истока): деревни Балахтинского района Кызылка и Кызыкчуль (на одноимённом притоке).
Притоки (от устья до истока): правые — Кызыкчуль (длина 15 км); левые — Грязный, Угольный, Сохатиный, Шумиха, Кедровый.

## Данные водного реестра
По данным государственного водного реестра России относится к Верхнеобскому бассейновому округу, водохозяйственный участок — Чулым от истока до города Ачинск, речной подбассейн реки — Чулым. Речной бассейн реки — (Верхняя) Обь до впадения Иртыша.
Код объекта в государственном водном реестре — 13010400112115200014876.